# Franny et Zooey
Franny et Zooey (titre original : Franny and Zooey) est une série de deux récits de l'écrivain américain J. D. Salinger, plus connu pour être l'auteur d'un des classiques de la littérature américaine L'Attrape-cœurs. Publiées pour la première fois dans le magazine littéraire The New Yorker en 1961, ces deux histoires paraîtront sous forme de roman en septembre de la même année. Elles racontent respectivement l'histoire de Franny et Zooey, deux membres de la famille Glass, une famille récurrente dans l'œuvre de J. D. Salinger.
La première partie, bien plus courte que la seconde, raconte l'histoire de Franny Glass, la sœur de Zooey, étudiante dans une prestigieuse université d'art, probablement le Wellesley College. Désenchantée par l'égocentrisme du monde qui l'entoure, elle tente de s'en échapper en atteignant la purification spirituelle.
Dans la seconde histoire, Zooey, frère aîné de 5 ans de Franny, tente de convaincre sa sœur qu'elle ne tend pas vers la purification spirituelle pour les bonnes raisons.

## Résumé
La première nouvelle, intitulée Franny, se déroule principalement dans un restaurant où Franny et son petit ami Lane décident de manger. Alors que Lane apparaît comme un personnage très politiquement correct, Franny « détruit », pour reprendre ses propres mots, les valeurs, le travail, les ambitions de Lane. À la fin de la nouvelle, Franny s'évanouit.
Franny n'est en fait qu'une introduction à la seconde nouvelle, plus dense et complexe, Zooey. Cette dernière débute par un long préambule du narrateur, que l'on suppose être Buddy, le frère aîné, et une lettre de ce même Buddy à Zooey. Celui-ci relit cette lettre, vieille de quatre ans, dans son bain lorsqu'il est interrompu par sa mère, laquelle vient lui demander des conseils et de l'aide pour sa jeune sœur, qui semble dans un état anormal.
Zooey va retrouver sa sœur et une longue discussion s'ensuit, qui occupe la plus grande partie du livre. Mais cette discussion termine dans une aporie, Zooey n'arrivant pas à faire comprendre à sa sœur ce qu'il voulait lui dire. Il décide alors d'utiliser le téléphone de ses frères, Seymour et Buddy, situé dans la chambre de ces derniers, afin de se faire passer pour Buddy et aider véritablement sa sœur. Alors que le stratagème semble avoir fonctionné, Franny découvre le pot aux roses. Elle ne refuse cependant pas la discussion et Zooey, de manière plus douce, va réussir à faire passer ses impressions et idées auprès de sa sœur.
Cette dernière retrouvera alors le sourire et le sommeil à la fin de la nouvelle.

## Interprétation et commentaires
Franny et Zooey est une œuvre dense et complexe. Tout d'abord, même si le narrateur, qui en revendique aussi la rédaction, s'en défend, c'est une histoire qui trouve son point central dans la mystique, car Franny cherche la voie de la « prière à Jésus », qui semble proche de l'hésychasme, voie décrite dans l'ouvrage Récits d'un pèlerin russe qu'elle a trouvé dans la chambre de ses frères aînés.
Seulement, la raison profonde de cette recherche est celle de la vie bonne. Zooey répète plusieurs fois à Franny qu'ils sont des monstres à cause de l'éducation que Seymour et Buddy leur ont donnée, qui débouche sur une vision du monde qui n'est pas celle que la société accepte comme normale, ainsi qu'en témoignent les propos de Franny envers Lane ou ceux de Zooey sur le cinéma.
D'ailleurs, la mère des deux jeunes gens, Bessie Glass, est consciente qu'elle est impuissante face à cette situation et recherche l'aide de Zooey, et même de Buddy. L'attitude ironique voire insolente de Zooey par rapport à ce que lui dit sa mère des problèmes de Franny témoigne de la fracture entre les visions du monde des enfants et de la mère.
Au fond, le livre pose la question suivante : comment vivre dans le monde qui apparaît comme le comble de l'égoïsme et de l'égocentrisme ? Une interrogation qui traverse la vie même de J. D. Salinger.

## Influence
Ce roman a inspiré à l'acteur et réalisateur français Mathieu Amalric un court métrage Deux cages sans oiseaux (2007) présenté aux Talents Cannes.

## Traduction
- Franny et Zooey (trad. Bernard Willerval), Paris, Robert Laffont, coll. « Pavillons Poche », 2015 (1re éd. 1963), 266 p. (ISBN 978-2-221-18881-1)